# پی‌سی-بی‌اس‌دی
پی‌سی-بی‌اس‌دی (به انگلیسی: PC-BSD) یک سیستم‌عامل رایانه شبه‌یونیکس است که مبتنی بر فری‌بی‌اس‌دی توسعه می‌یابد. این سیستم‌عامل در اوایل سال ۲۰۰۵ توسط کریس مور بنیان‌گذاری شد. به همراه PC-BSD یک محیط گرافیکی هم نصب می‌شود و می‌توان بدون نیاز به نصب هیچ گونه بسته‌ای از آن استفاده کرد. این سیستم‌عامل قبلاً از میزکار KDE به عنوان میزکار پیشفرض خود استفاده می‌کرد اما در حال حاضر کاربر می‌تواند در هنگام نصب، میزکار پیشفرض خود را انتخاب کند. میزکارهای گنوم، کی‌دی‌ای، اکس‌اف‌سی‌ای و چند مدیر پنجره در دسترس هستند. همچنین PC-BSD قابلیت اجرای باینری‌های لینوکس را هم دارد و بدین ترتیب می‌توان برنامه‌های لینوکس را هم بر روی پی‌سی-بی‌اس‌دی اجرا کرد. PC-BSD همچنین از زی‌اف‌اس پشتیبانی کرده و می‌توان به راحتی آن را بر روی یک پارتیشن ZFS نصب کرد. همچنین برنامه نصب پی‌سی-بی‌اس‌دی قادر به رمزنگاری دیسک سخت با استفاده از جلی است. به کمک برنامه واین می‌توان اکثر برنامه‌های سیستم‌عامل مایکروسافت ویندوز را بر روی این سیستم‌عامل اجرا کرد. در سال ۲۰۰۶ پی‌سی-بی‌اس‌دی توسط OSWeekly.com به عنوان کاربر پسندانه‌ترین سیستم‌عامل برای کاربران تازه وارد انتخاب شد.

## قابلیت‌ها

### سیستم مدیریت بسته های نرم‌افزاری
هر چند که امکان نصب برنامه‌ها از طریق پورت‌های فری‌بی‌اس‌دی در پی‌سی‌ی-بی‌اس‌دی هم وجود دارد، اما پی‌سی-بی‌اس‌دی یک روش مخصوص برای نصب برنامه‌ها فراهم کرده که همان فایل‌های TXZ. هستند. این فایل‌ها روش بسیار ساده ای را برای نصب برنامه‌ها در اختیار کاربر قرار می‌دهند و کاربر می‌تواند با دابل-کلیک بر روی این فایل‌ها به راحتی از طریق یک ویزارد اقدام به نصب نرم‌افزارهای مورد نظر خود کند. فایل‌های TXZ. به صورت روزانه از روی پورت‌های فری‌بی‌اس‌دی تولید می‌شوند. مزیت بزرگ فایل‌های TXZ. این است که کاربر نگران وابستگی‌های نرم‌افزاری نیست. چرا که تمام کتابخانه‌ها و فایل‌های مورد نیاز برنامه در داخل همان فایل TXZ. گنجانده شده‌است. هر چند که این کار باعث شده حجم این فایل‌ها بشدت افزایش یابند.

### warden
واردن یک ابزار گرافیکی برای مدیریت زندان‌های فری‌بی‌اس‌دی است که به کاربر اجازه می‌دهد از طریق یک رابط گرافیکی ساده اقدام به مدیریت زندان‌های فری‌بی‌اس‌دی نماید.

## پروانه
پروانه پی‌سی-بی‌اس‌دی در ابتدا جی‌پی‌ال بود، زیرا توسعه‌دهنگان فکر می‌کردند که برنامه‌هایی که از کیوت استفاده می‌کنند (که ابزارهای گرافیکی پی‌سی-بی‌اس‌دی هم از این ابزار ویجت استفاده می‌کند) باید یا تحت پروانه جی‌پی‌ال یا کیوپی‌ال باشند. اما در سال ۲۰۰۹ که کیوت تحت پروانه ال‌جی‌پی‌ال درآمد، و توسعه‌دهندگان دریافتند که چنین محدودیتی وجود ندارد، پی‌سی-بی‌اس‌دی را تحت پروانه بی‌اس‌دی درآوردند. (البته فقط قسمت‌هایی که خودشان نوشته بودند را)